# Listnatcovité
Listnatcovité (Ruscaceae) je bývalá čeleď jednoděložných rostlin z řádu chřestotvaré (Asparagales). Některé starší taxonomické systémy ji řadily do řádu liliotvaré (Liliales). Podle nejnovějšího systému APG III už není čeleď uznávána a zástupci jsou řazeni do čeledi chřestovité v širším pojetí (Asparagaceae s.l.).

## Pojetí čeledi
Pojetí čeledi se během doby mezi jednotlivými taxonomickými systémy velmi měnilo. Proto se mohou lišit i popisy čeledi v různých publikacích. Tento článek se zabývá čeledí v pojetí systému APG II. Starší taxonomické systémy někdy uznávaly samostatnou čeleď konvalinkovité (Convallariaceae), jejíž zástupci jsou nyní včleněni sem. Rod Dracaena byl někdy řazen do čeledi Dracaenaceae nebo Agavaceae, Comosperma do čeledi Anthericaceae a další případy. Někdy sem byl řazen i rod Streptopus, nyní zařazen pod liliovité s. str.

## Popis
Jedná se o vytrvalé byliny, v některých případech dřevnatí a jsou to keře nebo až stromkovitého charakteru. Někdy jsou přítomny oddenky či hlízy. Listy jsou střídavé (vzácněji vstřícné nebo v přeslenech), jednoduché, někdy v přízemních či koncových růžicích nebo nikoliv, někdy kožovité, přisedlé nebo řapíkaté, s listovými pochvami. Čepel je celokrajná, kopinatá až vejčitá. Žilnatina může být souběžná, jindy dlanitě nebo i zpeřeně větvená. Někteří zástupci mají listy redukované na šupiny a list nahrazují útvary stonku zvané fylokladia, které mohou list věrně napodobovat, např. listnatec (Ruscus). Jedná se o jednodomé nebo dvoudomé rostliny. Květy jsou v jednotlivé nebo květenstvích, vrcholících, různých svazečcích či hroznech, někdy i na povrchu fylokladií. Okvětních lístků je 6 ve 2 přeslenech (vzácně 8), volné nebo srostlé. Tyčinek je nejčastěji 6 nebo 3, vzácně 4 nebo 8, volné nebo vzájemně nitkami srostlé v trubku či sloupek. Gyneceum je srostlé ze 3 plodolistů, je synkarpní, semeník je svrchní, vzácněji spodní. Plodem je bobule nebo tobolka.

## Rozšíření ve světě
Je známo asi 26 rodů a asi 475 druhů, které jsou rozšířeny hlavně v Evropě, Asii, Africe, v Severní Americe, Střední Americe a v severní Austrálii.

## Seznam rodů
| - Aspidistra - Beaucarnea - Calibanus - Campylandra - Comosperma - Convallaria - Danae - Dasylirion - Disporopsis - Dracaena - Eriospermum - Gonioscypha - Heteropolygonatum - Liriope - Maianthemum | - Nolina - Ophiopogon - Peliosanthes - Pleomele - Polygonatum - Reineckea - Rohdea - Ruscus - Sansevieria - Semele - Speirantha - Theropogon - Tricalistra - Tupistra |